# Lijst van voetbalinterlands Azerbeidzjan - Malta

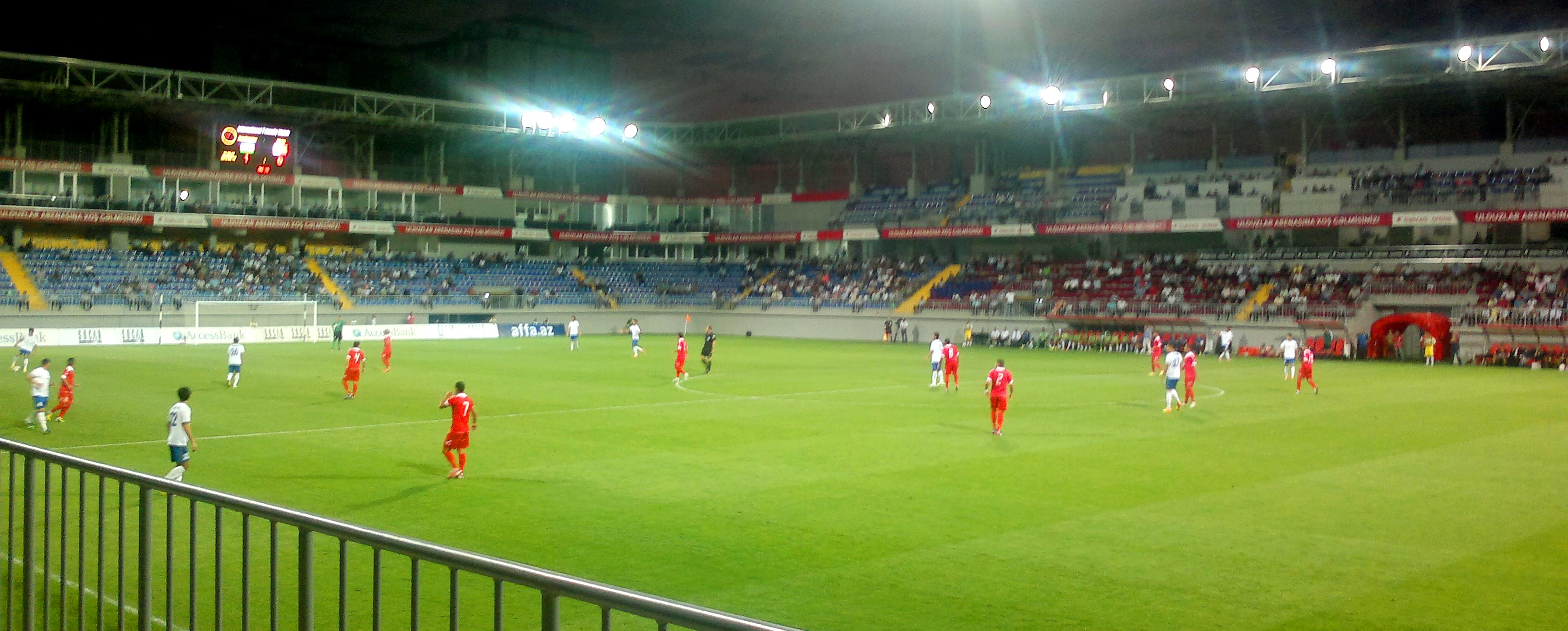
Bakoe, 14 augustus 2013

Deze lijst van voetbalinterlands is een overzicht van alle officiële voetbalwedstrijden tussen de nationale teams van Azerbeidzjan en Malta. De landen speelden tot op heden negen keer tegen elkaar, te beginnen met een vriendschappelijke wedstrijd in Ta' Qali op 19 april 1994. Deze wedstrijd was ook de eerste officiële interland van Azerbeidzjan. Het laatste duel, eveneens een vriendschappelijke wedstrijd, vond plaats op 25 maart 2022 in Ta' Qali.

## Wedstrijden
| № | Plaats   | Datum             | Competitie                  | Wedstrijd            | Uitslag |
| - | -------- | ----------------- | --------------------------- | -------------------- | ------- |
| 1 | Ta' Qali | 19 april 1994     | Vriendschappelijk           | Malta – Azerbeidzjan | 5 – 0   |
| 2 | Ta' Qali | 6 februari 2000   | Vriendschappelijk           | Malta – Azerbeidzjan | 3 – 0   |
| 3 | Ta' Qali | 17 april 2002     | Vriendschappelijk           | Malta – Azerbeidzjan | 1 – 0   |
| 4 | Bakoe    | 14 augustus 2013  | Vriendschappelijk           | Azerbeidzjan – Malta | 3 – 0   |
| 5 | Bakoe    | 28 maart 2015     | EK 2016 kwalificatie        | Azerbeidzjan − Malta | 2 − 0   |
| 6 | Attard   | 6 september 2015  | EK 2016 kwalificatie        | Malta − Azerbeidzjan | 2 − 2   |
| 7 | Ta' Qali | 10 september 2018 | UEFA Nations League 2018/19 | Malta − Azerbeidzjan | 1 − 1   |
| 8 | Bakoe    | 14 oktober 2018   | UEFA Nations League 2018/19 | Azerbeidzjan − Malta | 1 – 1   |
| 9 | Ta' Qali | 25 maart 2022     | Vriendschappelijk           | Malta − Azerbeidzjan | 1 − 0   |

## Samenvatting
| Competitie          | Totaal gespeeld | Winst Azerbeidzjan | Gelijk | Winst Malta | Doelsaldo Azerbeidzjan – Malta |
| ------------------- | --------------- | ------------------ | ------ | ----------- | ------------------------------ |
| EK-kwalificatie     | 2               | 1                  | 1      | 0           | 4 − 2                          |
| UEFA Nations League | 2               | 0                  | 2      | 0           | 2 − 2                          |
| Vriendschappelijk   | 5               | 1                  | 0      | 4           | 3 − 9                          |
| Totaal              | 9               | 2                  | 3      | 4           | 9 − 13                         |

Wedstrijden bepaald door strafschoppen worden, in lijn met de FIFA, als een gelijkspel gerekend.

## Details

### Vijfde ontmoeting
| EK 2016 kwalificatie (scheidsrechter Halis Özkahya, Bakoe, 28 maart 2015): |              | |
| Azerbeidzjan | 2 – 0        | Malta |
| Cavid Hüseynov 4' Dima Nazarov 90+2' | goals        | |
| Robert Prosinečki | bondscoach   | Pietro Ghedin |
| Kamran Ağayev Rəşad Sadıqov Maksim Medvedev Qara Qarayev Badavi Hüseynov Cavid Hüseynov Rahid Əmirquliyev Arif Daşdemirov Əfran İsmayılov 69' Namiq Ələsgərov 22' Vüqar Nadirov 81' | opstellingen | Andrew Hogg Jonathan Caruana 46' Steve Bezzina Andrei Agius 36' Ryan Camilleri Steve Borg Paul Fenech Roderick Briffa 81' André Schembri Alfred Effiong Rowen Muscat |
| Ruslan Qurbanov 22' Dima Nazarov 69' Vüqar Nadirov 81' | wissels      | 36' Zach Muscat 46' Jean Paul Farrugia 81' Ryan Fenech |
| Rahid Əmirquliyev 56' Dima Nazarov 80' | gele kaarten | 89' Jonathan Caruana |
| - Debuut van Namiq Ələsgərov (Qarabağ FK), Ruslan Qurbanov (Hajduk Split) en Eddi İsrafilov (Granada CF) voor Azerbeidzjan.                                                         |              | |